# 항공기 설계 과정
항공기 설계 과정은 항공기를 제조하기 위해 설계하는 과정을 가리키는 단어이다.

## 설명
항공기 설계 과정 강하고 가벼우며 경제적이며 적절한 페이로드를 운반할 수 있는 동시에 항공기의 설계 수명 동안 안전하게 비행할 수 있을 만큼 충분히 신뢰할 수 있는 항공기를 생산하기 위해 많은 경쟁적이고 까다로운 요구 사항의 균형을 맞추는 데 사용되는 느슨하게 정의된 방법이다. 일반적인 공학 설계 방법과 유사하지만 더 엄격함이 요구되는 이기술은 높은 수준의 구성 트레이드오프, 분석 및 테스트의 혼합, 구조의 모든 부분의 적절성에 대한 자세한 검사를 포함하는 매우 반복적인 기술이다. 일부 항공기 유형의 경우는 설계 과정이 민간 항공국에 의해 규제된다. 이러한 설계 과정에서 비행기 및 헬리콥터 설계와 같은 동력 항공기를 다룬다.

## 같이 보기
- 항공기
- 설계